# Jean-Claude Rolinat
Jean-Claude Rolinat, né le 2 septembre 1944 à Paris, est un journaliste et écrivain français.

## Biographie

### Journaliste et écrivain
Cadre administratif dans le privé puis dans le public, il a fait partie des fondateurs de National-Hebdo. Il collabore régulièrement aux sites de Synthèse nationale, de Présent et d'Euroliberté, et tenait une chronique intitulée Mon grain de sel.
Nostalgique de l'empire colonial français, passionné par l'Amérique du Sud et la situation au Proche-Orient, il est notamment l'auteur d'écrits sur le nationalisme québécois, de biographies de célébrités comme Juan Perón ou Ian Smith, ainsi que d'un dictionnaire des pays éphémères dans l'histoire contemporaine. Il a animé chaque semaine pendant trois ans une rubrique intitulée Et pourtant elle tourne, sur la webradio Radio Libertés.

### Parcours politique
Engagé au Front national en 1982, il a été secrétaire général du groupe FN d'Île-de-France de 1992 à 1998, avant de rejoindre le Mouvement national républicain (MNR) de Bruno Mégret l'année suivante, en tant que membre du Conseil national. Ancien conseiller municipal de Villeneuve-la-Garenne, il a été premier maire-adjoint de Jaulnes (Seine-et-Marne) pendant 19 ans. Jean-Claude Rolinat a quitté le MNR en 2006. Il a appartenu au Parti de la France, présidé par Carl Lang.

## Ouvrages
- Pronunciamiento sous les Tropiques, La Pensée universelle, 1980 ; rééd. Dutan, coll. « Les bergers de l'évasion », 2021, 213 p.  (ISBN 978238 270 0082).
- Aube noire pour crépuscule blanc, autoédité, 1994.
- Israël : De la greffe rejetée à l'État digéré, Godefroy de Bouillon, 1996.
- Sudistes, d'hier à aujourd'hui, autoédité, 1996.
- Nationalisme québécois et Canada français (préface de Jacques Borde), Dualpha, 2000  (ISBN 978-29-12476-32-6).
- Le Livre noir de la Rhodésie blanche. Le traquenard d'une décolonisation bâclée, Dualpha, 2002.
- Quand l'Islam frappe à la porte. L'Islam, l'islamisation et l'islamisme de A à Z (préface de Christian Bouchet, postface d'Olivier Pichon), Dualpha, 2003.
- Dictionnaire des États éphémères ou disparus de 1900 à nos jours, Dualpha, 2005.
- Hommes à poigne et dictateurs oubliés de l'Amérique exotique, Pardès, 2006.
- Frères d'Europe : Ce qui nous rassemble est plus fort que ce qui nous sépare, Dualpha, 2007.
- Ballade au pays de Scarlett, Atelier Fol'Fer, 2009.
- Evita Perón, la reine sans couronne des Descamisados, Dualpha, 2010.
- Salazar le regretté…, Les Bouquins de Synthèse nationale, 2012.
- L'avion ce mystérieux tueur de célébrités, Atelier Fol'Fer, 2012.
- Juan Perón, coll. Qui suis-je ?, Pardès, 2013.
- République Sud-africaine : la faillite de Mandela, Les Bouquins de Synthèse nationale, 2014.
- Ian Smith, coll. Qui suis-je ?, Pardès, 2014  (ISBN 978-2-86714-486-8).
- Mannerheim ou la Finlande face aux rouges, Les Cahiers d'Histoire du nationalisme, Synthèse nationale, mars 2015.
- Porto Rico, 51e étoile ou dernière colonie américaine, collection « Go West », à l'Atelier Fol'Fer, décembre 2015.
- Le Canada français, de Jacques Cartier au génocide tranquille, en collaboration avec Rémi Tremblay (préface de Richard Le Hir), Dualpha, juin 2016.
- La bombe africaine et ses fragmentations, Dualpha, septembre 2018  (ISBN 978-23-53743-98-8).
- Chypre, l’épine turque dans le talon européen, Paris, Éditions des Cimes, 2020, 254 p.  (ISBN 979-10-91058-39-1).
- Ces drôles d’États grands comme un mouchoir de poche, Dualpha, 2021, 271 p.  (ISBN 978235 374 5210).
- Abécédaire de la décadence, Dualpha, 2022, 220 p.  (ISBN 9782 3537 45722).
- 17 ans dans les tranchées du Front National, Dualpha, 2023, 358 p.  (ISBN 9782353746033).
- Guide touristique et géopolitique des pays imaginaires de la bande dessinée, Dualpha, 2023, 296 p.  (ISBN 978 2353 746316).
- Israël-Palestine : La mort aux trousses !, Paris, Dualpha, 290 p., 2024  (ISBN 978-2353746538).
- Monaco : plus qu'une principauté de rêve, un État, Éditions Godefroy de Bouillon, 2024, 150 p.  (ISBN 9782841 914470).
- Grèce 1967-1974 : le septennat des colonels, Synthèse nationale, 2024, 148 p.  (ISBN 978-2-36798-105-5).